# Funktionalgleichung
Als Funktionalgleichung wird in der Mathematik eine Gleichung bezeichnet, zu deren Lösung eine oder mehrere Funktionen gesucht werden. Viele Funktionen können über eine zugrunde liegende Funktionalgleichung definiert werden. Üblicherweise werden als Funktionalgleichungen nur solche Gleichungen bezeichnet, die nicht durch Umformungen auf eine explizite geschlossene Form für die gesuchte Funktion(en) gebracht werden können, und in denen die gesuchte Funktion mit unterschiedlichen Argumenten auftritt.
Bei der Untersuchung von Funktionalgleichungen ist man an allen Lösungsfunktionen des untersuchten Funktionsraumes interessiert, nicht nur an einer. Ansonsten ist es ziemlich trivial, zu irgendeiner gegebenen Funktion eine Funktionalgleichung zu konstruieren.

It is natural to ask what a functional equation is. But there is no easy satisfactory answer to this question.

„Es ist natürlich, sich zu fragen, was eine Funktionalgleichung ist. Aber es gibt keine zufriedenstellende Antwort auf diese Frage.“

## Von Cauchy untersuchte Funktionalgleichungen
Augustin Louis Cauchy untersuchte 1821 in Kapitel 5 seines Cours d’Analyse de l’Ecole Royale Polytechnique die stetigen Lösungen {\displaystyle \Phi } der folgenden Funktionalgleichungen:
1. {\displaystyle \Phi \colon \mathbb {R} \to \mathbb {R} ,\quad \Phi (x+y)=\Phi (x)+\Phi (y)}
Die stetigen Lösungen dieser Funktionalgleichung, also die Lösungen unter der Annahme, dass die Funktion stetig ist, sind die "stetigen" linearen Funktionen, {\displaystyle \Phi (x)=ax} für jede reelle Konstante {\displaystyle a}. Für diese Funktionalgleichung hat sich die Bezeichnung Cauchy’sche Funktionalgleichung oder Cauchy-Funktionalgleichung eingebürgert.
2. {\displaystyle \Phi \colon \mathbb {R} ^{+}\to \mathbb {R} ^{+},\quad \Phi (xy)=\Phi (x)\Phi (y)}
Die stetigen Lösungen dieser Funktionalgleichung sind die Potenzfunktionen, {\displaystyle \Phi (x)=x^{a}} für jede reelle Konstante {\displaystyle a}.
3. {\displaystyle \Phi \colon \mathbb {R} \to \mathbb {R} ^{+},\quad \Phi (x+y)=\Phi (x)\Phi (y)}
Die stetigen Lösungen dieser Funktionalgleichung sind die Exponentialfunktionen, {\displaystyle \Phi (x)=a^{x}} für jede positive reelle Konstante {\displaystyle a}.
4. {\displaystyle \Phi \colon \mathbb {R} ^{+}\to \mathbb {R} ,\quad \Phi (xy)=\Phi (x)+\Phi (y)}
Die stetigen Lösungen dieser Funktionalgleichung sind die Logarithmusfunktionen, {\displaystyle \Phi (x)=\log _{a}(x)} für jede positive reelle Konstante {\displaystyle a}.

Ferner ist die Nullfunktion eine triviale Lösung jeder dieser Funktionalgleichungen.

## Bekannte Funktionalgleichungen spezieller Funktionen

### Gammafunktion
Die Funktionalgleichung
{\displaystyle \Phi \colon \mathbb {R} ^{+}\to \mathbb {R} ,\quad \Phi (x+1)=x\,\Phi (x)}
wird durch die Gammafunktion {\displaystyle \Gamma } erfüllt. Betrachtet man nur Funktionen, die logarithmisch konvex sind, so werden alle Lösungen dieser Gleichung durch {\displaystyle a\Gamma } beschrieben, mit {\displaystyle a\in \mathbb {R} }. Dies ist der Satz von Bohr-Mollerup über die Eindeutigkeit der Gammafunktion als Fortsetzung der Fakultäten von {\displaystyle \mathbb {N} _{0}} nach {\displaystyle \mathbb {R} ^{+}}.
Ferner ist die Gammafunktion auch eine Lösung der Funktionalgleichung
{\displaystyle \Phi \colon \mathbb {R} \setminus \mathbb {Z} \to \mathbb {R} ,\quad \Phi (x)\Phi (1-x)={\frac {\pi }{\sin(\pi x)}}{\text{,}}}
die nur eine spezielle Art der „Reflexionssymmetrie“ um {\displaystyle {\tfrac {1}{2}}} darstellt, wie man mittels der Substitution {\displaystyle \Phi (x)={\sqrt {\frac {\pi }{\sin(\pi x)}}}e^{\Theta (x)}} und anschließendem Logarithmieren der neuen Funktionalgleichung sieht.

### Polygammafunktionen
Für {\displaystyle m\in \mathbb {N} _{0}} werden die Funktionalgleichungen
{\displaystyle \Phi _{m}\colon \mathbb {R} ^{+}\to \mathbb {R} ,\quad \Phi _{m}(x+1)=\Phi _{m}(x)+{\frac {(-1)^{m}m!}{x^{m+1}}}}
durch die Polygammafunktionen {\displaystyle \psi _{m}} erfüllt. Für festes {\displaystyle m} lassen sich alle stetigen und monotonen Lösungen als {\displaystyle a+\psi _{m}} mit beliebigem {\displaystyle a\in \mathbb {R} } darstellen.

### Bernoulli-Polynome
Für {\displaystyle m\in \mathbb {N} _{0}} werden die Funktionalgleichungen
{\displaystyle \Phi _{m}\colon \mathbb {R} \to \mathbb {R} ,\quad \Phi _{m}(x+1)=\Phi _{m}(x)+mx^{m-1}}
durch die Bernoulli-Polynome {\displaystyle \mathrm {B} _{m}} erfüllt. Alle stetigen Lösungen dieser Gleichung sind durch {\displaystyle a+\mathrm {B} _{m}} plus weitere (periodische) Lösungen der homogenen Funktionalgleichung beschrieben, wobei {\displaystyle a} eine beliebige reelle Zahl ist. Genaueres dazu im nachfolgenden Abschnitt.

### Periodische Funktionen
Die Funktionalgleichung
{\displaystyle \Phi \colon \mathbb {R} \to \mathbb {R} ,\quad \Phi (x+1)=\Phi (x)}
stellt den homogenen Lösungsanteil der obigen Funktionsgleichungen dar, da man deren Lösung einfach auf eine Lösung irgendeiner inhomogenen Funktionsgleichung addieren kann und so eine neue Lösung erhält, solange man keine weiteren einschränkenden Bedingungen verletzt.
Betrachtet man alle holomorphen Funktionen auf ganz {\displaystyle \mathbb {C} }, so sind alle Lösungsfunktionen Linearkombinationen von {\displaystyle e^{2\pi inx}} mit {\displaystyle n\in \mathbb {Z} }. Diese Erkenntnis ist eine Grundlage der Fourieranalyse. Alle diese Funktionen sind, ausgenommen der Fall {\displaystyle n=0}, weder konvex noch monoton.

### Zetafunktion
Die Funktionalgleichung
{\displaystyle \Phi \colon \mathbb {R} \to \mathbb {R} ,\quad \Phi (x+1)=-2\cdot (2\pi )^{x}\cos \left({\frac {\pi x}{2}}\right)\Gamma (-x)\Phi (-x)}
wird durch die Riemannsche Zetafunktion {\displaystyle \zeta } erfüllt. {\displaystyle \Gamma } bezeichnet dabei die Gammafunktion.
Anmerkung: Durch die Substitution
{\displaystyle \Phi (x)={\frac {2\pi ^{x/2}\Theta \left(x+{\frac {1}{2}}\right)}{x(x-1)\Gamma \left({\frac {x}{2}}\right)}}}
und anschließende algebraische Vereinfachung wird diese Funktionalgleichung für {\displaystyle \Phi } in eine neue für {\displaystyle \Theta } überführt, die
{\displaystyle \Theta \!\left({\frac {1}{2}}+x\right)=\Theta \!\left({\frac {1}{2}}-x\right)}
lautet. Somit kann die ursprüngliche Funktionalgleichung durch Transformation auf eine Gestalt gebracht werden, die lediglich eine gerade Funktion um {\displaystyle {\frac {1}{2}}} fordert. Die entsprechend so transformierte Riemannsche Zetafunktion ist als Riemannsche Xi-Funktion {\displaystyle \xi } bekannt.

### Gerade und ungerade Funktionen
Die beiden Funktionsgleichungen
{\displaystyle \Phi \colon \mathbb {R} \to \mathbb {R} ,\quad \Phi (x)=\pm \Phi (-x)}
werden von allen geraden bzw. ungeraden Funktionen erfüllt. Eine weitere „einfache“ Funktionsgleichung ist
{\displaystyle \Phi \colon I\to \mathbb {R} ,\quad \Phi (\Phi (x))=x{\text{.}}}
Ihre Lösungsmenge sind alle Funktionen, die ihre eigene Umkehrfunktion auf dem Intervall {\displaystyle I\subseteq \mathbb {R} } sind. Bei diesen drei Funktionsgleichungen steht aber eher die Frage im Mittelpunkt, wie ihre Lösungen sinnvollerweise zu charakterisieren sind.

### „Reelle“ Iterierte einer Funktion
Gegeben sei eine analytische, bijektive Funktion {\displaystyle f\colon I\to J} für {\displaystyle I,J\subseteq \mathbb {R} }, dann lautet Schröders Funktionalgleichung
{\displaystyle \Phi \colon I\cap J\to \mathbb {R} ,\quad \Phi \!\left(f(x)\right)=c\Phi (x){\text{,}}}
wobei nicht nur die Funktion {\displaystyle \Phi } zu bestimmen ist, sondern auch die Konstante {\displaystyle c\in \mathbb {R} }. Wendet man auf beiden Seiten dieser Gleichung die inverse Funktion von {\displaystyle \Phi } an, dann kann man dies verallgemeinern zur Definition von
{\displaystyle \forall t\in \mathbb {R} \colon \quad f_{t}(x)=\Phi ^{-1}\!\left(c^{t}\Phi (x)\right){\text{.}}}
Für irgendein festes {\displaystyle t} verhält sich die Funktion {\displaystyle f_{t}} wie die Funktion {\displaystyle f}, wenn man sie {\displaystyle t}-fach iteriert. Für die Potenzfunktion {\displaystyle f:\mathbb {R} ^{+}\to \mathbb {R} ^{+},f(x)=x^{a}} mit beliebigem festem {\displaystyle a\in \mathbb {R} ^{+}} lautet die Lösung der Schröderschen Gleichung {\displaystyle \Phi (x)=\ln(x)} und {\displaystyle c=a}. Es ist dann {\displaystyle f_{t}(x)=x^{a^{t}}}.

### Modulformen
Die Funktionalgleichung
{\displaystyle \Phi \colon \left\{z\in \mathbb {C} \mid \mathrm {Im} (z)>0\right\}\to \mathbb {C} ,\quad \Phi \!\left({\frac {az+b}{cz+d}}\right)=(cz+d)^{k}\Phi (z)\quad {\text{mit}}\quad ad-bc=1{\text{,}}}
wobei {\displaystyle a,b,c,d,k\in \mathbb {Z} } vorgegeben sind, wird in der Definition von Modulformen verwendet.

### Wavelets und Approximationstheorie
Für {\displaystyle d\in \mathbb {N} } und {\displaystyle a_{-d},a_{-d+1},\ldots ,a_{d}\in \mathbb {R} } definiert die Funktionalgleichung
{\displaystyle \Phi \!\left({\frac {x}{A}}\right)=a_{-d}\Phi (x-d)+\cdots +a_{0}\Phi (x)+\cdots +a_{d}\Phi (x+d)=\sum _{k=-d}^{d}a_{k}\Phi (x-k)\quad {\text{mit}}\quad A:=\sum _{k=-d}^{d}a_{k}}
in der Theorie der Waveletbasen die Skalierungsfunktion einer Multiskalenanalyse. Die in der Approximationstheorie und Computergraphik wichtigen B-Splines sind Lösungen einer solchen Verfeinerungsgleichung, weitere Lösungen samt den Koeffizienten finden sich unter Daubechies-Wavelets. Es gibt Erweiterungen mit vektorwertigem Lösungsfunktionen {\displaystyle f} und Matrizen als Koeffizienten.

### Sinus und Kosinus
Die Exponentialfunktion über den komplexen Zahlen erfüllt die Funktionalgleichung {\displaystyle \Phi (x+y)=\Phi (x)\Phi (y)}. Teilt man ihren Wertebereich in Real- und Imaginärteil auf, also {\displaystyle \Phi (x)=\Theta (x)+\mathrm {i} \Omega (x)}, so erhält man zwei Funktionalgleichungen in zwei unbekannten Funktionen, nämlich
{\displaystyle \Theta (x+y)=\Theta (x)\Theta (y)-\Omega (x)\Omega (y)}
und
{\displaystyle \Omega (x+y)=\Theta (x)\Omega (y)+\Omega (x)\Theta (y){\text{,}}}
die den Additionstheoremen entsprechen und als Funktionalgleichungssystem für die reellen Sinus-und-Kosinus-Funktionen aufgefasst werden können.

## Weitere Beispiele allgemeiner Funktionalgleichungen

### Rekursionsgleichungen
Rekursionsgleichungen bilden eine einfache Klasse von Funktionalgleichungen über {\displaystyle \mathbb {Z} }. Formal betrachtet wird dabei eine unbekannte Funktion {\displaystyle f\colon \mathbb {Z} ^{k}\to \mathbb {Z} } gesucht.
Ein sehr einfaches Beispiel einer solchen Rekursionsgleichung ist etwa
die lineare Gleichung der Fibonacci-Folge:
{\displaystyle f(n+2)=f(n+1)+f(n)}.
Diese kann man natürlich auch eingebettet über den reellen statt „nur“ über den ganzen Zahlen betrachten, also hier
{\displaystyle \Phi \colon \mathbb {R} \to \mathbb {R} ,\quad \Phi (x+2)=\Phi (x+1)+\Phi (x){\text{,}}}
deren analytische Lösungen dann alle die Form
{\displaystyle \Phi (x)=a\left({\frac {1+{\sqrt {5}}}{2}}\right)^{x}+b\left({\frac {1-{\sqrt {5}}}{2}}\right)^{x}}
für beliebige {\displaystyle a,b\in \mathbb {R} } haben. Nur als Funktion {\displaystyle f\colon \mathbb {Z} \to \mathbb {Z} } lassen sich alle ihre Lösungsfunktionen z. B. als
{\displaystyle f(n)={\frac {1}{\sqrt {5}}}\left(f(1)-{\frac {1-{\sqrt {5}}}{2}}f(0)\right)\left({\frac {1+{\sqrt {5}}}{2}}\right)^{n}+{\frac {1}{\sqrt {5}}}\left({\frac {1+{\sqrt {5}}}{2}}f(0)-f(1)\right)\left({\frac {1-{\sqrt {5}}}{2}}\right)^{n}}
angeben. Obwohl in dieser Darstellung irrationale Zahlen auftreten, ergibt sich für jedes {\displaystyle n} ein ganzzahliger Wert, solange {\displaystyle f(0),f(1)\in \mathbb {Z} } sind.

### Rechengesetze
Rechengesetze wie Kommutativgesetz, Assoziativgesetz und Distributivgesetz können ebenfalls als Funktionalgleichungen interpretiert werden.
Beispiel Assoziativgesetz: Gegeben sei eine Menge {\displaystyle M}. Das Assoziativgesetz für eine binäre Verknüpfung {\displaystyle {\times }\colon M^{2}\to M} bzw. zweiparametrige Funktion {\displaystyle f\colon M^{2}\to M} lautet
{\displaystyle (a\times b)\times c=a\times (b\times c)} (Infixnotation)
bzw.
{\displaystyle f\!\left(f(a,b),c\right)=f\!\left(a,f(b,c)\right)} (Präfixnotation)
jeweils für alle {\displaystyle a,b,c\in M}, wobei {\displaystyle f(a,b)} mit {\displaystyle a\times b} identifiziert wird.
Das Distributivgesetz für zwei Verknüpfungen {\displaystyle f} (z. B. Addition) und {\displaystyle g} (z. B. Multiplikation) lautet als Funktionalgleichung geschrieben
{\displaystyle g\!\left(a,f(b,c)\right)=f\!\left(g(a,b),g(a,c)\right)}
für alle {\displaystyle a,b,c\in M}.